# Хелмце (Свентокшиське воєводство)
Хелмце (пол. Chełmce) — село в Польщі, у гміні Стравчин Келецького повіту Свентокшиського воєводства.
Населення — 1174 особи (2011).
У 1975-1998 роках село належало до Келецького воєводства.

## Демографія
Демографічна структура на день 31 березня 2011 року:
|          | Загалом | Допрацездатний вік | Працездатний вік | Постпрацездатний вік |
| -------- | ------- | ------------------ | ---------------- | -------------------- |
| Чоловіки | 556     | 133                | 375              | 48                   |
| Жінки    | 618     | 151                | 359              | 108                  |
| Разом    | 1174    | 284                | 734              | 156                  |